# Jetta Goudal

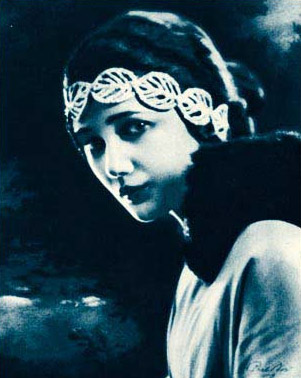
Jetta Goudal, 1924

Jetta Goudal; gebürtig: Julie Henriette Goudeket (* 12. Juli 1891 in Amsterdam, Nordholland; † 14. Januar 1985 in Los Angeles, Kalifornien) war eine US-amerikanische Film- und Theaterschauspielerin niederländischer Herkunft.

## Leben

### Familie
Julie Goudeket wuchs als Tochter von Mozes Goudeket, einem orthodoxen Juden, der als Diamantschleifer zu Wohlstand gekommen war, und dessen Ehefrau Geertruida Warradijn im Amsterdamer Stadtteil Jordaan auf. Teile ihrer Familie wurden später in den Vernichtungslagern der Nationalsozialisten ermordet, darunter auch ihr 82-jähriger Vater und dessen zweite Ehefrau im April 1942 in Sobibor.

### Karriere
Bereits als junge Frau trat Goudeket verschiedenen Theatergruppen bei und ging damit durch ganz Europa, darunter Frankreich und Deutschland, auf Tournee. 1918, kurz nach Ende des Ersten Weltkriegs, zog sie in die USA, und ließ sich in New York City nieder. Um nicht Nachteile wegen ihres jüdischen Glaubens zu bekommen, gab sie zu Beginn ihrer Karriere als Geburtsort Versailles in Frankreich an; auch machte sie sich um 10 Jahre jünger und gab ihr Geburtsjahr mit 1901 an. Diese Daten werden noch heute fälschlicherweise in einigen Biografien über Jetta Goudal angegeben. Zudem nahm sie auch ihr etwas englisch klingendes Pseudonym an und nannte sich künftig nur noch Jetta Goudal.
Im März 1921 feierte sie in Gilbert Emerys Stück The Hero am Broadway Premiere; allerdings wurde es nach nur fünf Aufführungen wegen mangelndem Erfolg eingestellt. Ebenfalls nur kurzlebig war Goudals zweites und letztes Theaterstück, The Elton Case von William Devereux, welches im September 1921 nur 17 Mal zu sehen war.
Goudal wandte sich daraufhin dem Medium Film zu und stand 1922 in Timothy's Quest von Regisseur Sidney Olcott erstmals vor der Kamera. Auffällig an Goudals kurzer Karriere als Filmschauspielerin ist, dass sie oft als Prinzessin oder Gräfin vor der Kamera stand. 1930 drehte sie mit Le spectre vert auch einen französischsprachigen Film.
1925 stand sie in The Road to Yesterday von Regisseur Cecil B. DeMille vor der Kamera. Dieser war jedoch gezwungen, den Vertrag mit Goudal wegen deren Starallüren zu kündigen. So soll sie sich in jede Belange am Set, selbst in den Aufbau der Szenen und das Design der Kostüme eingemischt und auf ihre Konzepte bestanden haben. Nachdem Goudal die Kündigung empfangen hatte, strengte sie einen Prozess gegen DeMille an, der knapp fünf Jahre dauerte und den Goudal letztendlich gewann. DeMille musste einen hohen Geldbetrag an Goudal auszahlen. Dennoch war Goudals Ruf durch ihr Verhalten ruiniert, so dass ab 1932 kein Filmproduzent mehr eine Zusammenarbeit mit der Schauspielerin wünschte. In Business and Pleasure unter Regie von David Butler stand sie zum letzten Mal vor der Kamera.

### Spätes Leben
Im Oktober 1930 heiratete sie den Art Director Harold Grieve, ein Gründungsmitglied der Academy of Motion Picture Arts and Sciences. Nach ihrem unfreiwilligen Aus als Schauspielerin begann sie in Zusammenarbeit mit ihrem Mann eine Karriere als Innenarchitektin. Goudal und Grieve führten eine knapp 55-jährige Ehe; Kinder bekamen sie keine.
Nachdem sie in den 1960er Jahren massive Herzprobleme bekam, erlitt Goudal 1973 einen Herzinfarkt, den sie, schwer invalid, überlebte. Sie starb im Januar 1985, im Alter von 93 Jahren, in Los Angeles. Sie liegt heute im Forest Lawn Memorial Park im kalifornischen Glendale begraben; an der Seite ihr Ehemann, der im November 1993 starb.
Heute erinnert ein Stern am Hollywood Walk of Fame an die Schauspielerin.

## Filmografie
- 1925: Das Herz des Stierkämpfers (The Spaniard)
- 1929: Die Lady von der Straße (Lady of the Pavements)
- 1932: Business and Pleasure